# 대학 입학

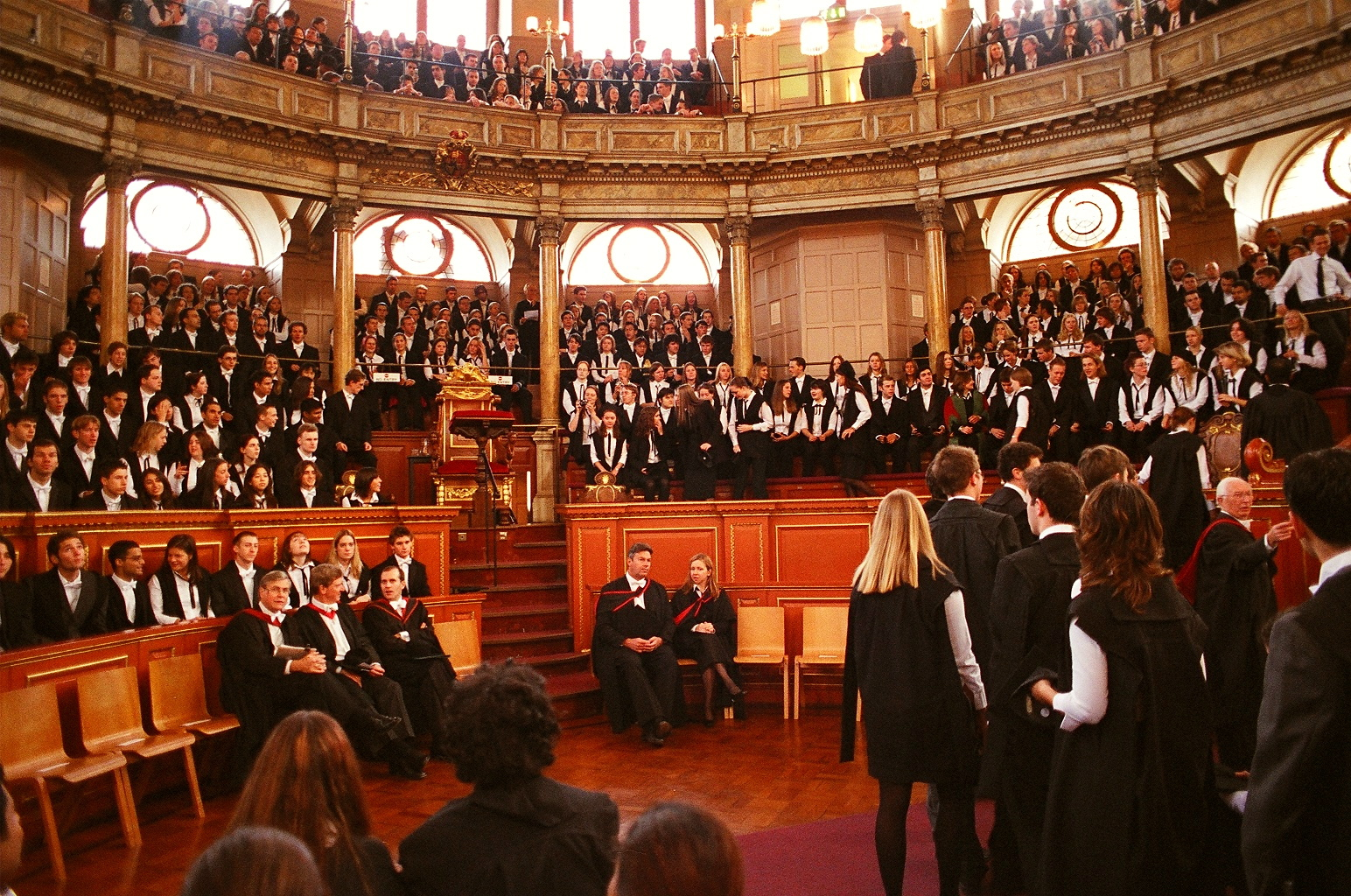
옥스퍼드 셸도니언 극장에서 입학식을 위해 도착한 학생들

대학 입학(matriculation)은 대학에 입학하거나, 대학 입학 시험과 같은 특정한 학업 요건을 충족시켜 입학 자격을 얻는 공식적인 절차이다.

## 호주
호주에서는 현재 대학 입학(matriculation)이라는 용어를 거의 사용하지 않는다. 1960년대 후반과 1970년대 초반에 모든 주에서는 입학 시험을 빅토리아와 뉴사우스웨일스주의 고등학교 수료증(HSC) 같은 자격증이나 웨스턴오스트레일리아주의 대학 입학 시험 같은 대학 입학 시험으로 대체했다. 이것들은 모두 빅토리아주 교육 증명서(VCE) 또는 웨스턴오스트레일리아주 교육 증명서(WACE)와 같은 주 기반 증명서로 이름이 변경되었다(뉴사우스웨일스주 제외).
호주의 일부 가톨릭 대학교에서는 입학식을 다시 도입했다. 시드니 대학교 내 전도자 세인트 존 칼리지의 신입생들과 호주 캠프온 칼리지의 신입생들이 공식 행사에서 학업 복장을 입고 대학 등록부에 서명하고 있다.

## 방글라데시
방글라데시에서 "대학 입학"은 10학년에 치르는 중등학교 시험(SSC)이고, 중간 시험은 12학년에 치르는 고등중등시험(HSC)이다. 방글라데시는 인도 아대륙의 나머지 지역과 마찬가지로 여전히 영국 지배 시대부터 시행된 입학 시험 및 중간 시험과 같은 용어는 영국 자체에서는 'O' 또는 일반 레벨 시험(현재 GCSE라고 함) 및 'A' 또는 고급 레벨 시험으로 각각 대체되었다.

## 브라질
브라질 포르투갈어에서 대학 입학을 뜻하는 matricular라는 단어는 초등학교, 고등학교, 대학 또는 대학원 교육 등 교육 과정에 등록하는 행위를 의미한다.

## 체코
체코에서 가장 오래되고 명문인 카를로바 대학교의 입학식은 대강당(Magna Aula)에서 열린다. 이날 행사에는 학업을 시작하는 학생들이 참석했다. 이는 학생의 의무를 채택하고 학생의 권리를 획득함을 보여주기 위한 것이다. 행사 자체에는 학생들이 대학의 입학 선서를 하고 상징적으로 교직원의 철퇴를 만지고 학장의 악수를 하는 것이 포함된다.
다른 체코 대학에서는 방금 설명한 것과 유사한 행사를 개최한다.

## 덴마크
덴마크에서는 코펜하겐 대학교가 매년 입학식을 거행한다. 시상식은 본관 본관 강당에서 거행된다. 행사는 학업 복장 및 기타 예복을 입은 총장과 학장과 함께 행렬로 시작된다. 행사는 총장이 다양한 교수진을 나열하는 것으로 계속되며, 그 후 다른 학생이 해당 교수진이 언급되면 소리친다. 그런 다음 총장이 연설을 한 후 총장과 학장은 다시 행렬을 지어 식을 떠나고, 그 후 대학 구내에서 신입생 입학을 축하하는 파티가 열린다.

## 독일
독일어 용어 Immatrikulation은 학생으로 대학에 등록하는 행정 절차를 설명한다. 이는 겨울 학기에 발생할 수 있으며, 학위 프로그램에 따라 여름 학기에도 발생할 수 있다. 이는 의식을 포함하지 않는다. 입학 전제 조건은 일반적으로 일반 대학의 경우 독일의 표준 입학 시험인 아비투어와 응용학문대학의 경우 Fachhochschulreife라는 표기를 사용한다. 아비투어와 응용학문대학은 모두 학생들이 일부 독일 중등학교에서 최종 시험을 통과한 후 받는 학교 졸업 증명서이다.

## 네덜란드
네덜란드에서는 고등학교가 여러 수준의 교육으로 수직적으로 분리되어 있다. 대부분의 학생들은 특정 고등학교 과정인 대학 예비 교육(Voorbereidend Wetenschappelijk Onderwijs)을 마친 후 대학에 입학한다. 이 트랙은 네덜란드 법률에 따라 규제되는 중앙 시험(입학 시험)으로 마무리된다. 3년간의 대학예비교육을 마친 후, 고등학생은 대학예비교육의 마지막 3년간인 4개 학과(대략 언어, 인문경제, 생물학 및 의학, 하드사이언스에 해당) 중 하나를 선택하게 된다. 해당 방향으로 대학교육을 준비한다는 뜻이다.

## 같이 보기
- 입학
- 이탈리아의 교육